# Ilya Mouromets

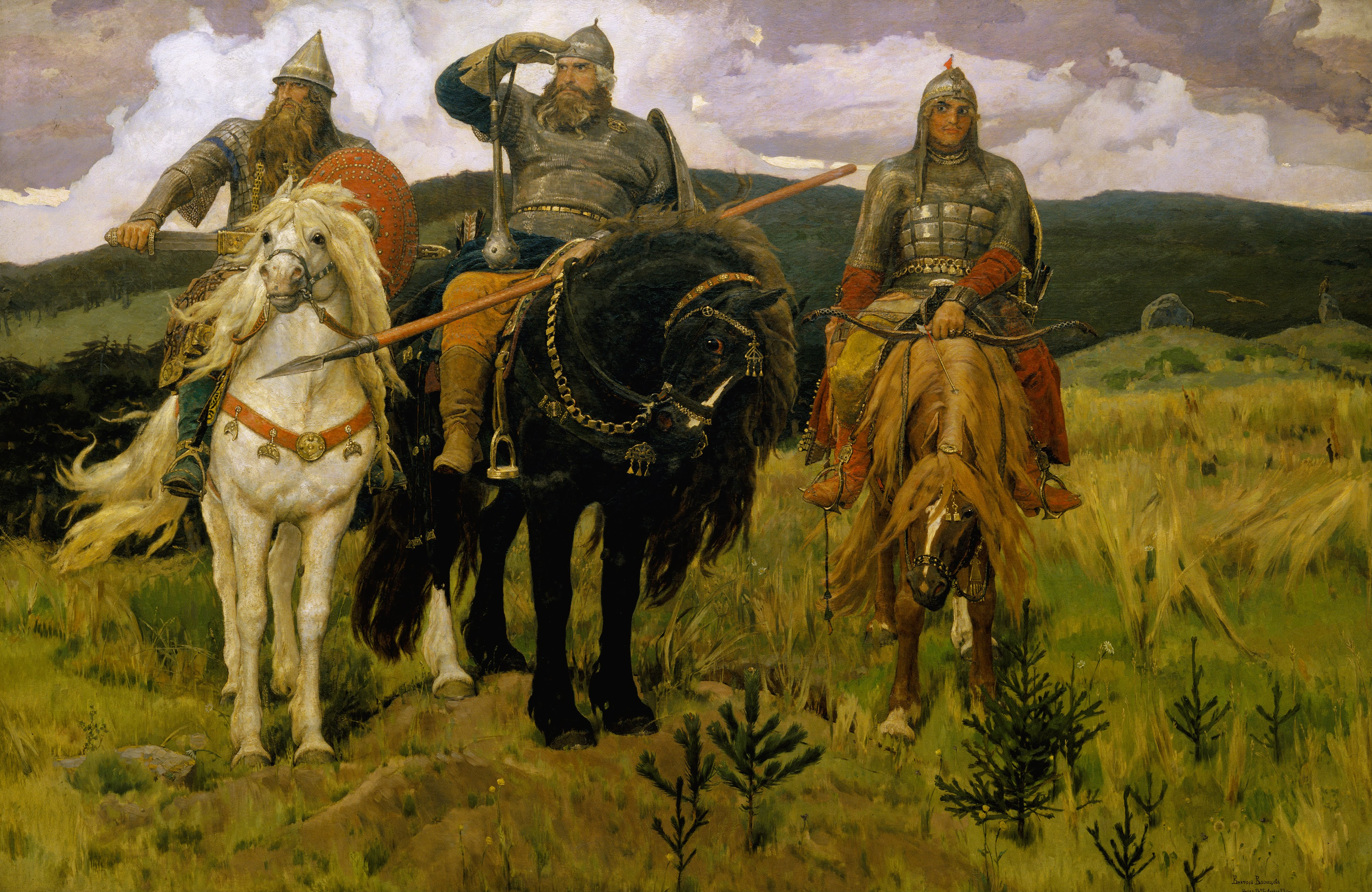
Les Bogatyrs (1898) par Victor Vasnetsov (Ilya Mouromets figure au centre)

Ilya Mouromets, ou Ilia Mouromets (en russe : Илья́ Му́ромец, litt. « Élie de Mourom »), est un héros slave de la Rus' de Kiev. Il est célébré dans de nombreuses bylines (poèmes épiques folkloriques), et figure aussi dans les Contes populaires russes recueillis par Alexandre Afanassiev. Avec Dobrynia Nikititch et Aliocha Popovitch, il est considéré comme le plus grand des légendaires Bogatyrs (chevalier russe nomade du Moyen Âge). Ces trois chevaliers sont représentés sur la célèbre toile de Vasnetsov intitulée « Богатыри » (Les Bogatyrs).

## Ilya dans lesbylines
D'après les légendes, Ilya, fils d'un fermier, naquit dans le village de Karatcharovo, près de Mourom. Il fut très malade durant sa jeunesse et ne put marcher avant l'âge de 33 ans, âge auquel il fut miraculeusement soigné par deux pèlerins. Un chevalier agonisant, Sviatogor, lui conféra ensuite une force surhumaine, et il se mit en route pour délivrer la ville de Kiev d'Idolichtche pour servir le prince Vladimir le Soleil rouge (Vladimir Krasnoïe Solnytchko). Sur son chemin, il défendit seul la ville de Tchernihiv d'une invasion tatare, et fut fait chevalier par le chef local, mais Ilya refusa cependant de rester. Dans les forêts de Briansk, il tua le légendaire Soloveï Odikhmantievitch, monstre voleur capable de tuer les voyageurs par son sifflement magique.
À Kiev, Ilya fut nommé chef bogatyr par le prince Vladimir et défendit Kiev de plusieurs attaques de tribus de la steppe, dont l'une menée par Kaline, tsar mythique de la Horde d'or. Généreux et simple, mais aussi impétueux, Ilya détruisit un jour tous les clochers des églises de Kiev parce que Vladimir ne l'avait pas invité à une célébration. Il s'apaisa rapidement lorsque Vladimir le fit amener à la fête.

## Ilya dans les contes

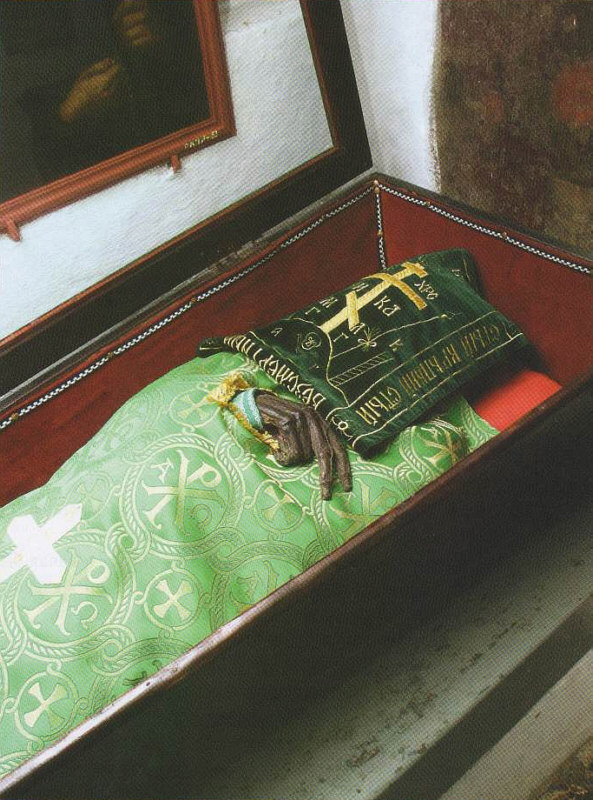
relique de saint Ilya Mouromets

La légende d'Ilya de Mourom apparaît également sous forme de contes traditionnels inspirés de l'épopée, dont certaines versions ont été recensées par Afanassiev dans ses Contes populaires russes : Histoire du glorieux Ilia de Mourome et du Brigand Rossignol (numéros 174a / 308 et 174b / 309) ; Ilia de Mourome et le dragon (numéro 175 / 310).

## Statut légendaire
Le nom d'Ilya Mouromets devint synonyme d'une incroyable force physique et morale, ainsi que d'intégrité, de dévouement à la protection de la Patrie et du Peuple, et devint à travers le temps le héros de nombreux films, tableaux, monuments, dessins animés et anecdotes. C'est le nom donné par Igor Sikorsky à l'un des premiers grands avions bombardiers, le type Ilia Mouromets construit de 1913 à 1918. Il est le seul héros épique à avoir été canonisé par l'Église orthodoxe.
Même si les restes d'Ilya Mouromets sont supposés conservés dans la Laure des Grottes de Kiev, son personnage ne représente probablement pas une seule et unique personne historique, mais plutôt une fusion de multiples héros, réels ou fictifs, issus de diverses époques. Ainsi, on suppose qu'Ilya a bien servi le prince Vladimir de Kiev (années de règne : 980-1015) ; il combattit Batu, fondateur de la Horde d'or (1205-1255) ; il sauva Constantin, le tsar de Constantinople d'un monstre – mais un nombre important d'empereurs s'appelaient Constantin, et aucun d'entre eux ne fut le contemporain de Vladimir ou de Batu Khan ; le Constantin dont il est fait allusion semblerait être Constantin XI (1404-1453).

## Représentations artistiques

### Dessins, peintures ou gravures

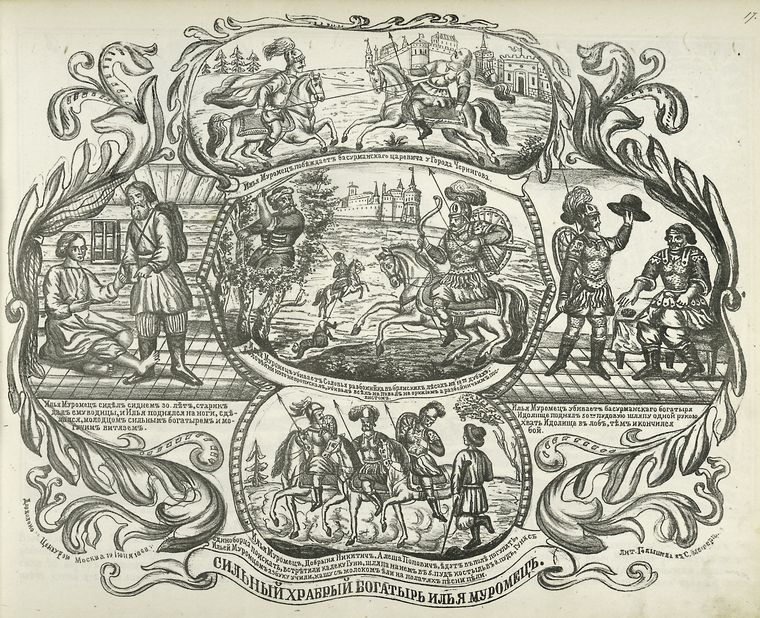
Le puissant et valeureux bogatyr Ilya Mouromets, gravure de 1868
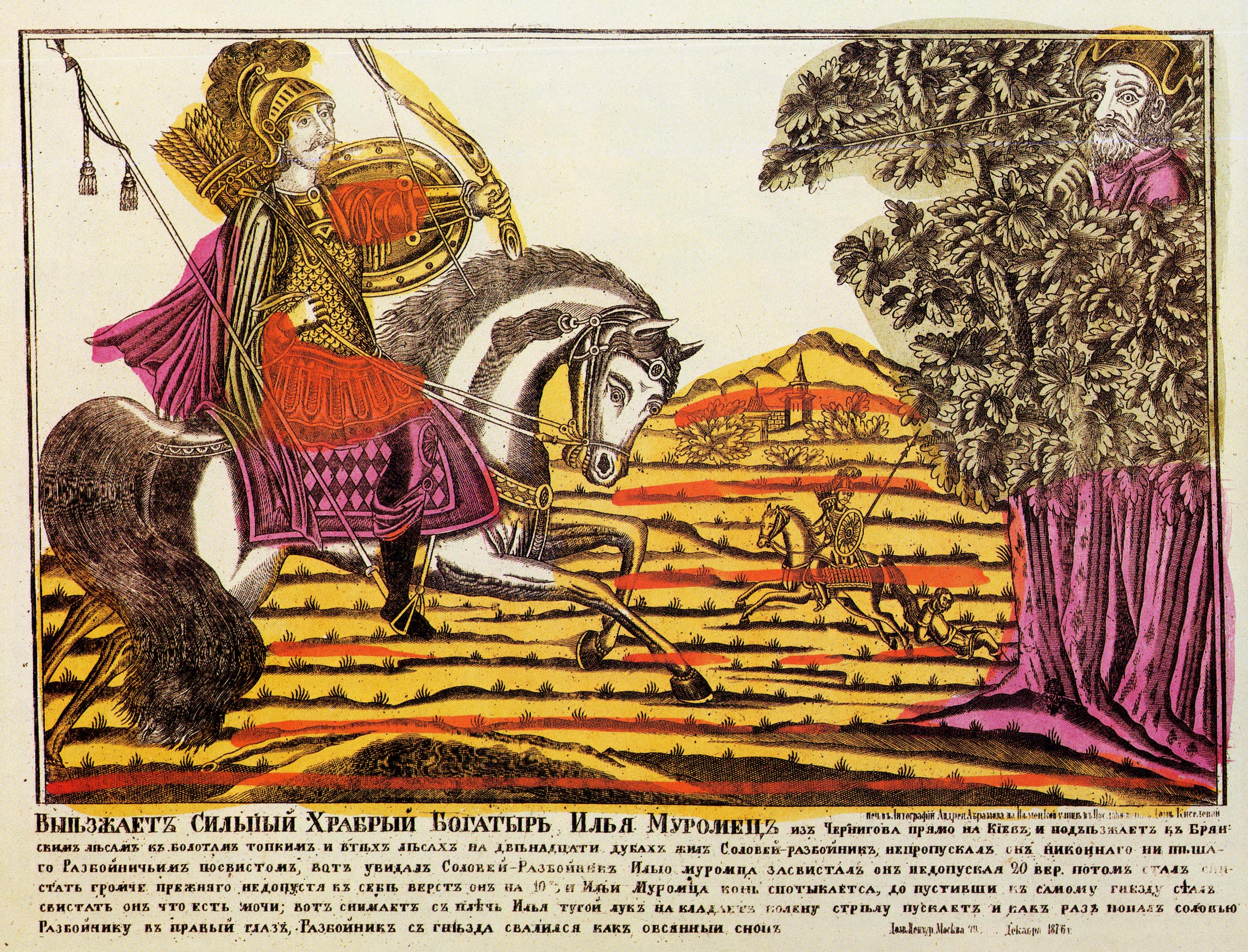
Ilya Mouromets et le Brigand-Rossignol, loubok
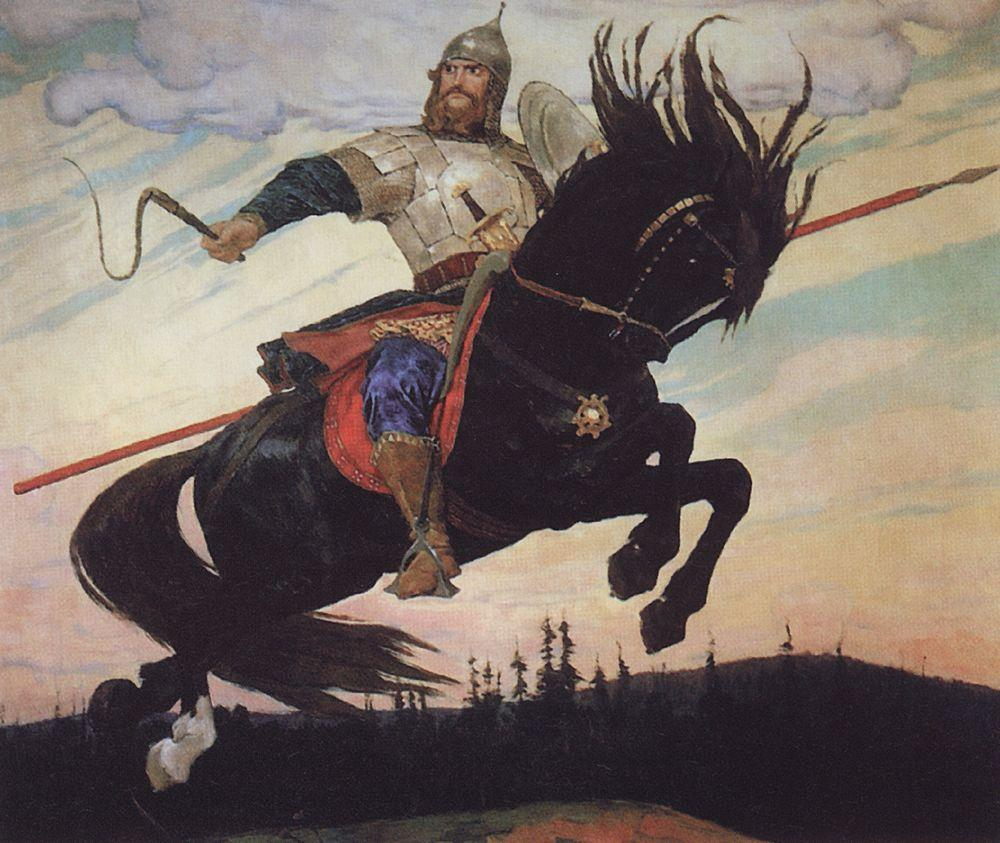
Ilya Mouromets (1914) par Victor Vasnetsov
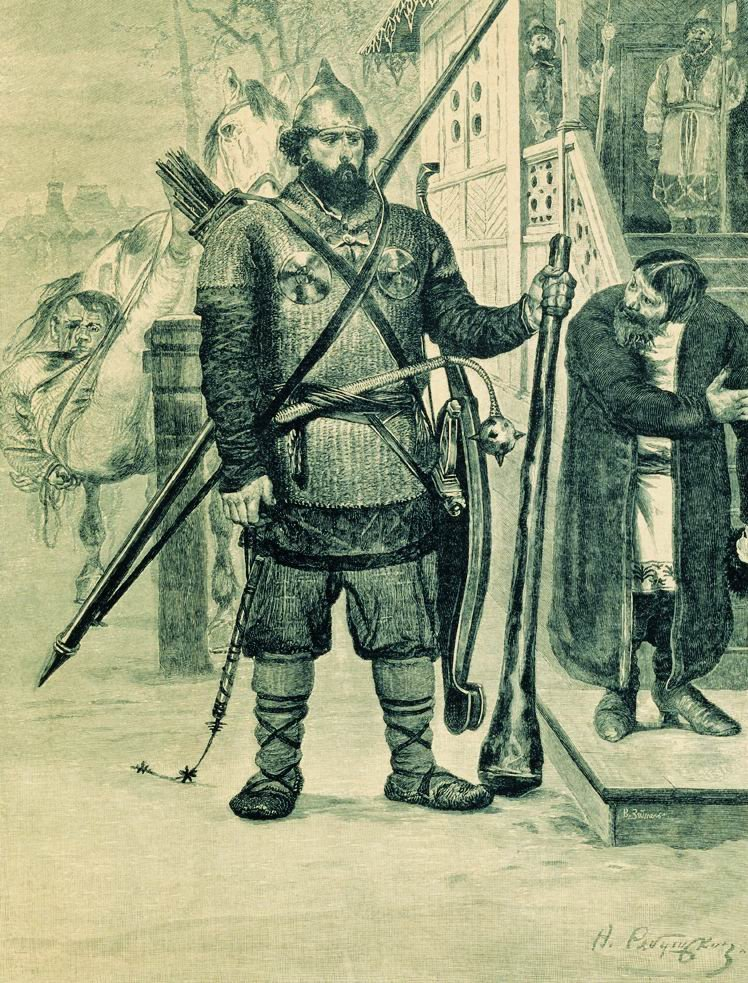
Ilya Mouromets, dessin de 1895 par Andreï Riabouchkine
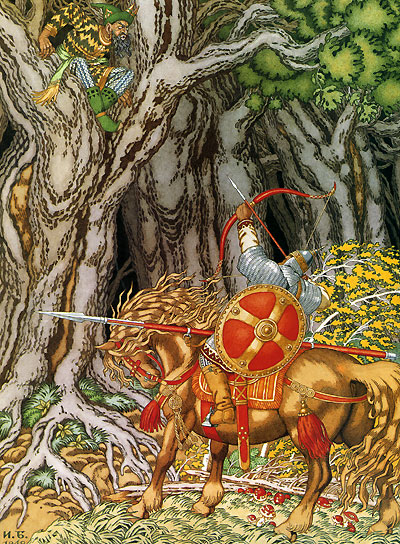
Ivan Bilibine, Ilya Mouromets
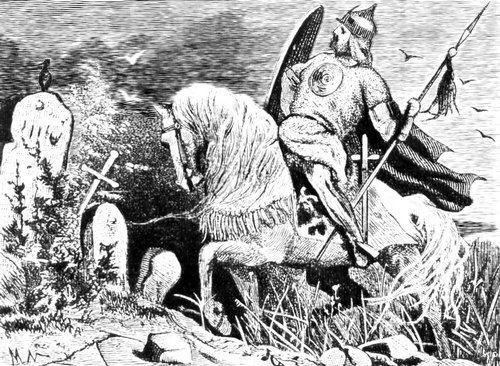
Mikhaïl Nesterov, Ilya Mouromets, dessin, 1887
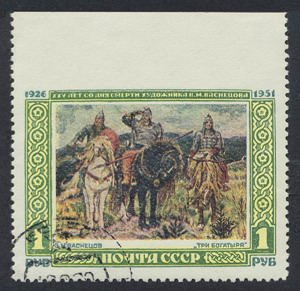
Timbre soviétique de 1951

- Nicolas Roerich, Ilya Mouromets, tableau, 1910
- Mikhaïl Nesterov, Ilya Mouromets, dessin, 1887
- Ivan Bilibine, Ilya Mouromets, gravure
- Victor Vasnetsov, tableau de 1898 Les Bogatyrs (Ilya Mouromets au centre).
- Viktor Vasnetsov, tableau de 1914, Ilya Mouromets.
- Andreï Riabouchkine, dessin de 1895, Ilya Mouromets

### Musique
- Reinhold Glière, 1911, Symphonie no 3 (Ilya Mouromets) en si mineur, op. 42

### Cinéma
- Alexandre Ptouchko, film de 1956, Le Géant de la steppe (Ilya Muromets ; Илья Муромец).
- Vladimir Toroptchine, film de 2007, Ilya Muromets et le Rossignol-Brigand, sorti le 7 juillet 2007.

### Astronomie
- (2968) Iliya, astéroïde nommé en son honneur[6].

## Sources
- (en) Cet article est partiellement ou en totalité issu de l’article de Wikipédia en anglais intitulé « Ilya Muromets » (voir la liste des auteurs).